# Plače
Plače (Duits: Platschach ob Gemünd) is een plaats in Slovenië en maakt deel uit van de gemeente Ajdovščina in de NUTS-3-regio Jugovzhodna Slovenija. De plaats telde 257 inwoners op 1 januari 2020.

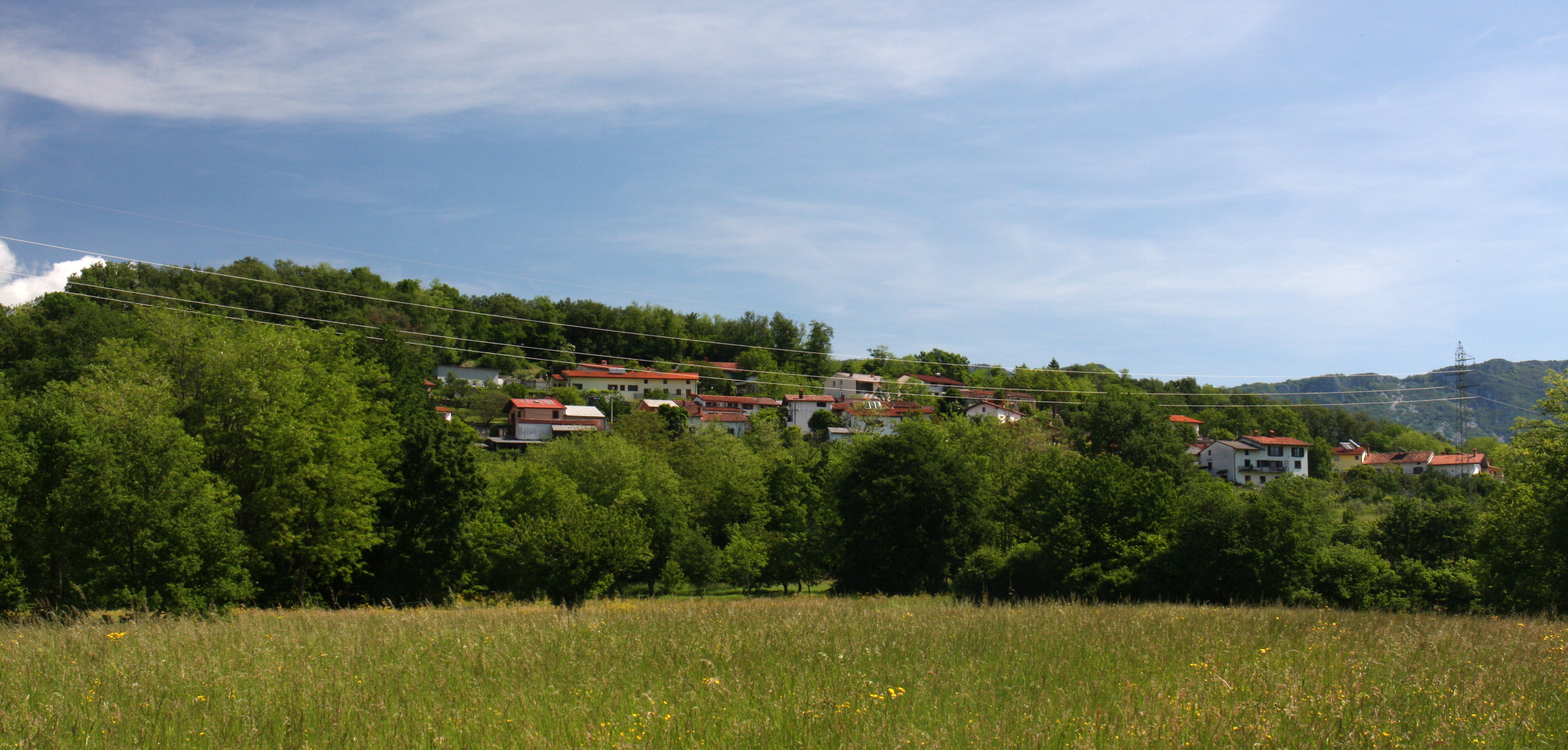
Plače en omgeving